# جيمس ريفن
جيمس ريفن (بالإنجليزية: James Raven)‏ هو مؤرخ بريطاني، ولد في 13 أبريل 1959.